# Gilles Chabenat

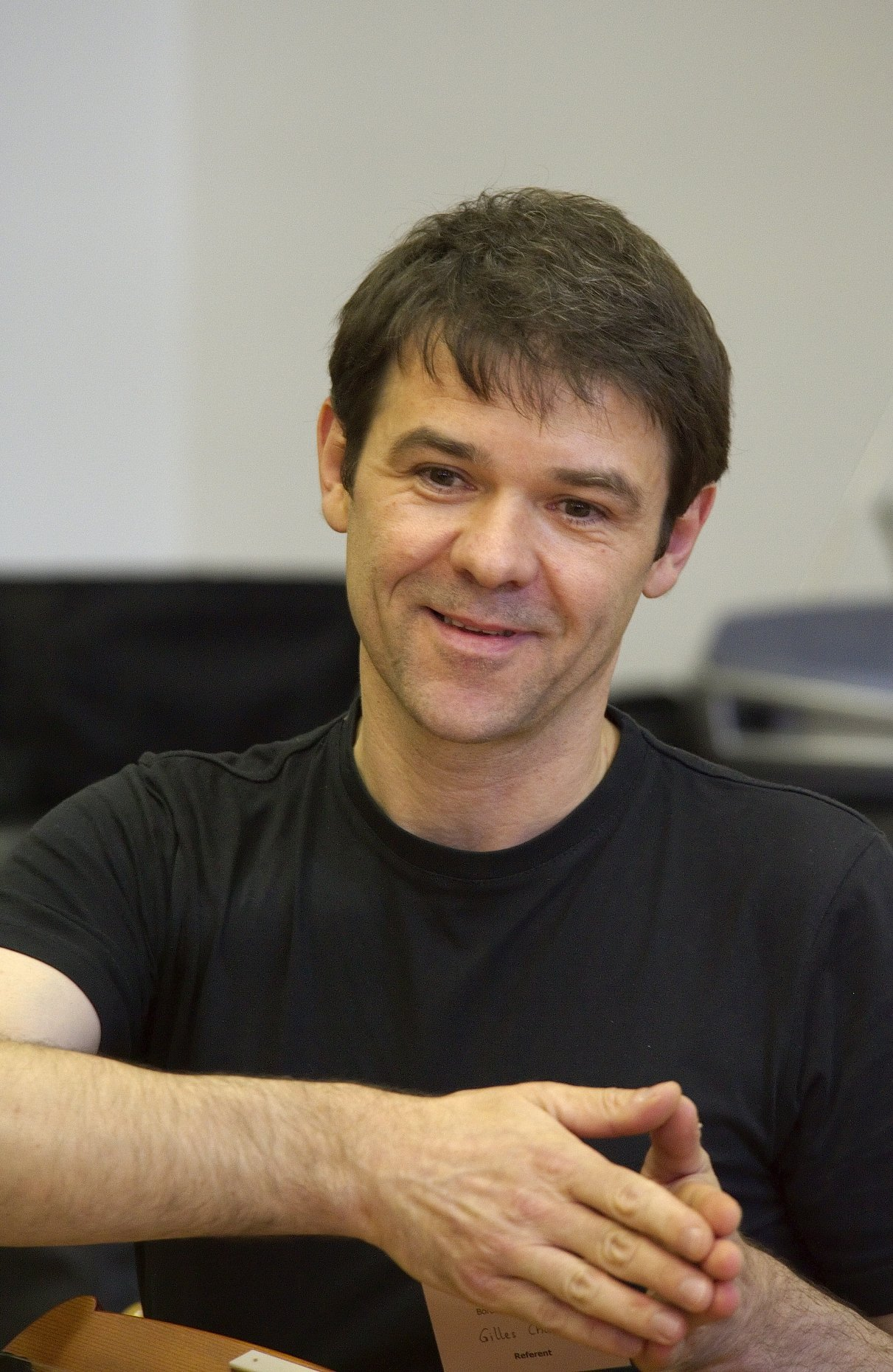
Gilles Chabenat

Gilles Chabenat (* 1963 in Lignières, Département Cher, Region Centre-Val de Loire, Frankreich) ist ein französischer Musiker, er spielt elektro-akustische Alto-Drehleier und lebt in Tours.

## Leben und Wirken
Chabenat begann im Alter von 13 Jahren mit der Association d’art et tradition populaire les Thiaulins (gegründet im Château du Plaix in Lignières) auf der Drehleier traditionelle Musik zu spielen. Nach Unterricht mit Georges Simon gewann er mehrere Folkmusik-Preise, darunter 1981 den ersten Platz in der Kategorie Virtuose des Concours beim Rencontres internationales de Luthiers et Maîtres Sonneurs in Saint-Chartier, und widmete sich weiter insbesondere der traditionellen Musik seiner Region. In den 1980er Jahren schrieb er mehrere Stücke die zu Standards der französischen Folkmusik wurden (z. B. Organdi,  La grand'bête, Carrée de Vouvrai, Les Poules Huppées).
Danach begann er sich mit der elektro-akustischen Drehleier, und deren neuen Möglichkeiten zu beschäftigen. Prägend war dabei die Musik und Spieltechnik von Valentin Clastrier und dessen Einfluss auf die Weiter- bzw. Neuentwicklung des Instruments, hier umgesetzt durch den Instrumentenbauer Denis Siorat, welche die Integration des Instruments in die Musik anderer, moderner Stile ermöglichten (De l’eau et des amandes, 1995; Mouvements Clos, 2001; Traité des songes, 2004).
Gilles Chabenat arbeitete seit 1992 zwölf Jahre lang mit der korsischen Gruppe I Muvrini und Künstlern wie Véronique Sanson, Florent Pagny, Stephan Eicher, Jean-Jacques Goldman, Sting, Frédéric Paris, Edouard Papazian, Alain Bonnin und Gabriel Yacoub, sowie in jüngster Zeit mit Jazzmusikern wie Vincent Mascart, Jacques Mahieux, Alain Bruel, François Thuillier, Alain Gibert und Jean-Marc Padovani. Weitere Arbeiten sind ein Jazz-Poem von Enzo Corman sowie die von Jannick Top komponierte Musik zu Pierre Jolivets Spielfilm Le frère du guerrier / The Warrior’s Brother (2002).

## Diskografie
- Les écoliers de Saint-Genest (1983)
- Bleu nuit (1988)
- De l’eau et des amandes (1995) mit Frédéric Paris
- Mouvements Clos (2001)
- Traité des songes (2002) mit Edouard Papazian
- Trame (2004) mit Alain Bonnin
- Tour à tour (2006) mit Patrick Bouffard
- Trame Trio (2009) mit Alain Bonnin, Roger Biwandou und Catherine Paris
- La fontaine troublée (2011) mit Évelyne Girardon, Soig Sibéril, Norbert Pignol, Estelle Amsellem, Richard Monségu, Soraya Mahdaoui, Cécile Bach und Marion Soulette

Beteiligungen (Auswahl)
- Rue de l’oiseau (1987) mit Frédéric Paris (Gilles Chabenat: Piano)
- Noi (1993) mit I Muvrini
- Curagiu (1995) mit I Muvrini
- Leia (1998) mit I Muvrini
- Ilmatar (2000) mit Värttinä
- Falling Tree (2001) mit Didier François
- L’Arrosoit & Le Mirliton (2005) mit dem Ensemble de Jean-Marc Padovani
- La Charmeuse de Serpents (2006) mit dem Ensemble d’Eric Montbel
- Nohant (2006) mit Les Thiaulins de Lignières
- Dans l’oubli du sommeil (2007) mit Didier François
- Live en Flandre (2007) mit Wim Claeys, Maarten Decombel und Frédéric Paris
- De la nature des choses (2008) mit Gabriel Yacoub

Kompilationen (Auswahl)
- Entre chien et loup (2004)

## Publikationen
- Musiques pour vielle à roue (1998), collection AMTA, ISBN 2-9507682-1-0.  (Noten der Stücke auf Les écoliers de Saint-Genest, Bleu nuit und De l’eau et des amandes)
- Cahier de Répertoire (2001), AMTA
- Nohant - Les Thiaulins de Lignières (2006), Parsiparla